# John Yarker
John Yarker (Swindale, 1833. április 17. – Withington, 1913. március 20.) angol szabadkőműves, író, és okkultista volt.

## Magánélete
A Shap faluhoz tartozó Swindale nevű tanyán született, az észak-angliai Westmorland megyében. Szüleivel később Lancashire megyébe és Manchesterbe költözött 1849-ben. A XVII. században élt Reinhold Yarker de Laybourne leszármazottja volt. 1857. január 4-én feleségül vette Eliza Jane Lund-ot, mely házasságból hat gyermekük született. 1876-tól haláláig a Manchesterhez tartozó Withingtonban élt családjával.

## Reguláris szabadkőművesként
1854. október 25-én, 21 éves korában avatták szabadkőművessé az Angliai Egyesült Nagypáholy manchesteri 189. számú Feddhetetlenség Páholyában, majd 1855 elejétől Szabadkőműves Mester ("Master Mason") lett. Hét évvel később, 1862-ben lemondott tisztségéről és otthagyta a szabadkőművességet.
Ezt követően magas fokozatú szabadkőműves páholyokban volt tag, ahol is a legmagasabb fokozatot érte el. 1870-ben, az irreguláris Ősi és Primitív Rítus-hoz való csatlakozása miatt, kizárták a reguláris Ősi és Elfogadott Rítus (AASR) tagjai közül.

## A Memphis-Misraim Rítus tagjaként
A Memphis-Misraim Rítus amerikai nagypáholyai 1870-ben megszakították a kapcsolatot a szintén irreguláris Francia Nagyorienssel. 1872-ben Yarker megalapította az Anglia és Írország Szabadkőműves Ősi és Primitív Rítusa Szuverén Szentély-ét, a szervezet amerikai nagymestere Harry Seymour által kiadott felhatalmazás birtokában. Egészen 1881-ig működött a Rítus elkülönülten, mivel az alapító Giuseppe Garibaldi eredeti szándéka az irreguláris szabadkőműves szervezetekkel való szövetség volt (Garibaldi egy rövid ideig az Olasz Nagyoriens Nagymestere is volt).
Yarker jóhiszeműen került kapcsolatba Theodor Reuss-szal és Aleister Crowley-val. Ezt követően Reuss lett a Rítus, illetve Yarker németországi képviselője.
Yarker 1900-ban Helyettes Nemzetközi Nagymestere, majd 1902-ben Nemzetközi Nagymestere lett a Memphis-Misraim Rítusnak.

## Kapcsolat a teozófiával
Helena Blavatsky 1877. szeptember 29-én kiadta első nagy művét, a Leleplezett Ízisz-t, melyben több helyen is idézett Yarker írásaiból. Nem világos, hogy vajon Blavatsky asszony a könyve megírásakor már kapcsolatban állt-e Yarkerrel, ugyanakkor elképzelhető. Mindenesetre Yarker a megjelenés után rögtön megszerezte a könyvet, amely olyan mély benyomást tett rá, hogy két hónappal később, 1877. november 24-én tiszteletbeli Memphis-Misraim tagságot, továbbá a "Megkoronázott Hercegnő" címet adományozta Blavatskynak. Blavatsky korábban nem folyamodott a felvétel iránt, azonban nyilvánvalóan megtisztelve érezte magát és aláírta az adományozó okiratot. 1879-ben találkoztak először személyesen az Egyesült Államokban, majd Blavatsky 1880-ban tiszteletbeli tagságot adományozott Yarkernek a Teozófiai Társulatban.
1905. november 24-én Theodor Reuss hivatalosan felvette a Memphis-Misraim Rítus tagjai közé Rudolf Steinert és Marie von Siverst. Steiner felhatalmazást kapott ekkor, hogy "Mystica Aeterna" néven káptalant alapítson, melynek egyben Megbízott Nagymestere is lett. Marie von Sivers Általános Nagytitkári kinevezést kapott. Nagyon hamar komoly nézetkülönbség alakult ki Steiner és Reuss között, utóbbi - saját szervezetében, az Ordo Templi Orientisben (O.T.O.) űzött - szexuál mágikus praktikái okán és Steiner 1906-ra minden kapcsolatot megszakított Reussal, a Rítusnak azonban 1914-ig tagja maradt.

## Swedenborg Rítus, Martinista Rend
Yarkert 1876-ban beavatták az angol irreguláris magas fokozatú szabadkőműves Swedenborg Rítus-ba. 1893. november 12-én levélben kérte Papus-től a Martinista Rendbe való felvételét. Beavatását még ez év vége előtt kapta Adolf Franz Leonhardi de Platz bárótól, a Martinista Rend Cseh- és Magyarországi Általános Legátusától. Papus 1901-ben lett a Swedenborg Rítus Nagymarsallja, majd 1908-ban a Memphis-Misraim Rítus Nagymestere is lett.

## Írásai
- The Kneph, 1881–1900 (a Rítus hivatalos kiadványa)
- Notes on the Scientific and Religious Mysteries of Antiquity; The Gnosis and Secret Schools of the Middle Ages; Modern Rosicrucianism ; and the Various Rites and Degrees of free and accepted Masonry, London, 1872
- Lectures Of The Ancient And Primitive Rite Of Freemasonry, 1875
- Lectures of Chapter,Senate & Council According to the Forms of the Antient and Primitive Rite, but Embracing all Systems of High Grade Masonry, 1882.
- Speculative Feemasonry . A historical Lecture upon the Origin of the Craft and High Grade Freemasonry, Manchester, 1883.
- The Arcane Schools, 1909
- Masonic Charges and Lectures
- Scientific and Religious Mysteries of Antiquity
- Freemasonry in Modern Times
- Origin and Antiquity of Freemasonry
- The Magian Mysteries
- Masonry and the Crusades
- Modern Rosicrucianism
- Secret High Degree Rituals of the Masonic Rite of Memphis
- Secret Rituals of the Adoptive Rite of Freemasonry.
- Ancient Masonic Constitutions and Charges
- Masonry in Britain and Saxon England.
- History Of The Degree Of Rose Croix

## Fordítás
- Ez a szócikk részben vagy egészben  a   John Yarker című angol Wikipédia-szócikk fordításán alapul.  Az eredeti cikk szerkesztőit annak laptörténete sorolja fel. Ez a jelzés csupán a megfogalmazás eredetét és a szerzői jogokat jelzi, nem szolgál a cikkben szereplő információk forrásmegjelöléseként.
- Ez a szócikk részben vagy egészben  a   John Yarker című német Wikipédia-szócikk fordításán alapul.  Az eredeti cikk szerkesztőit annak laptörténete sorolja fel. Ez a jelzés csupán a megfogalmazás eredetét és a szerzői jogokat jelzi, nem szolgál a cikkben szereplő információk forrásmegjelöléseként.
- Ez a szócikk részben vagy egészben  a   John Yarker című francia Wikipédia-szócikk fordításán alapul.  Az eredeti cikk szerkesztőit annak laptörténete sorolja fel. Ez a jelzés csupán a megfogalmazás eredetét és a szerzői jogokat jelzi, nem szolgál a cikkben szereplő információk forrásmegjelöléseként.